# Planeiler Bergen
De Planeiler Bergen (Duits: Planeiler Berge, Berge ums Planeital) zijn een subgroep van de Ötztaler Alpen in het Italiaanse Zuid-Tirol.
De Planeiler Bergen zijn in het noorden grotendeels begrensd door de grens met het Oostenrijkse Tirol. Daar grenst de bergkam aan andere kammen van de Ötztaler Alpen, de Nauderer Bergen, de Kaunergrat en de Weißkam. In het oosten is de Saldurkam gelegen, welke ook in zijn geheel op Italiaans grondgebied ligt. De scheiding tussen beide Italiaanse kammen wordt grofweg gevormd door het Matschertal. In het zuidwesten is de Vinschgau gelegen, met helemaal in het noordwesten de Reschenpas. De hoogste top van de Planeiler Bergen is de 3471 meter hoge Äußerer Bärenbartkogel (Italiaans: Cima Barba d'Orsa di Fuori).

## Bergtoppen
Bergtoppen in de Planeiler Bergen zijn (van hoog naar laag) onder andere:
- Äußerer Bärenbartkogel (Ital.: Cima Barba d'Orsa di Fuori), 3471 meter
- Rabenkopf (Ital.: Cima dei Corvi), 3394 meter
- Freibrunner Spitze (Ital.: Cima della Fontana), 3366 meter
- Südliche Valvelspitze (Ital.: Cima di Valbella), 3360 meter
- Nordliche Valvelspitze (Ital.: Cima di Valbella, Punta Valbella), 3334 meter
- Innere Gawélzspitze (Ital.: Cima Gabelz di Dentro, Cima Gavèlz di Dentro), 3329 meter
- Roter Kopf (Ital.: Cima Rossa), 3242 meter
- Falbanairspitze (ook: Falwanairspitze, Ital.: Punta di Val Benair), 3199 meter
- Pleresspitze (Ital.: Cima di Pleres), 3188 meter
- Mittlere Gawélzspitze (Ital.: Cima Gabelz di Mezzo, Cima Gavèlz di Mezzo), 3176 meter
- Mitterlochspitze (Ital.: Punta Luco di Mezzo), 3174 meter
- Rotebenkogel (Ital.: Cima del Piano Rosso), 3157 meter
- Danzebell (ook: Danzewell, Ital.: Cima Dentrovalle), 3148 meter
- Rote Köpfe, 3148 meter
- Portlesspitze (Ital.: Pizzo Portles), 3074 meter
- Am Tiergarten (ook: Am Thiergarten, Ital.: Monte del Parco), 3068 meter
- Schwarzer Kogel, 2996 meter
- Zerzerköpfl (Ital.: Cima di Sèrres), 2955 meter
- Mittereck (Ital.: Punta di Mezzo), 2909 meter
- Habicher Kopf (Ital.: Cima Sparvieri), 2901 meter
- Jafant (Ital.: Giogo Alto), 2899 meter
- Angerlikopf (Ital.: Cima Broilo), 2822 meter
- Steinmandlköpfl (Ital.: La Mandola), 2817 meter
- Steinpleiß, 2716 meter
- Endkopf (Ital.: Cima Termine)
- Großhorn (Ital.: Corno Grande), 2630 meter
- Kofelboden (Ital.: Piano del Covolo), 2604 meter
- Steinmandl (Ital.: Ometto), 2482 meter
- Spitzige Lun (Ital.: Piz Lun), 2324 meter
- Salisatis (2106 meter)